# Buffalo Bills 1987
La stagione 1987 dei Buffalo Bills è stata la 18ª della franchigia nella National Football League, la 28ª complessiva. A causa di uno sciopero dei giocatori tre partite furono disputate da giocatori di riserva e il calendario fu accorciato di una partita. Nella prima stagione completa di Marv Levy come capo-allenatore la squadra terminò con un record di 7-8 al quarto posto della AFC East.

## Roster
| Roster dei Buffalo Bills nel 1987 |
| --- |
| Quarterback - 12 Jim Kelly - 11 Dan Manucci Running Back - 35 Carl Byrum FB - 46 Joe Chetti - 33 Ronnie Harmon - 49 Bruce King - 30 Warren Loving - 41 Jamie Mueller FB - 40 Robb Riddick - 34 Gary Wilkins RB/TE Wide Receiver - 88 Reggie Bynum - 85 Chris Burkett - 82 Sheldon Gaines - 86 Trumaine Johnson - 83 Andre Reed - 89 Steve Tasker Tight End - 88 Pete Metzelaars - 84 Keith McKeller - 87 Butch Rolle Offensive Linemen - 75 Howard Ballard T - 61 Leonard Burton C - 70 Joe Devlin T - 59 Mitch Frerotte G - 67 Kent Hull C - 63 Adam Lingner C - 51 Jim Ritcher G - 63 Rick Schulte G - 62 Mark Traynowicz G - 65 Tim Vogler G - 73 Will Wolford T Defensive Linemen - 95 Sean McNanie DE - 74 Bruce Mesner NT - 94 Mark Pike DE - 79 Dean Prater DE - 96 Leon Seals DE - 76 Fred Smerlas NT - 78 Bruce Smith DE - 74 Richard Tharpe DE Linebacker - 55 Cornelius Bennett OLB - 50 Ray Bentley ILB - 92 Will Cokeley - 58 Shane Conlan ILB - 57 Mike Jones - 54 Eugene Marve ILB - 59 Steve Maidlow - 97 Scott Radecic ILB/OLB - 56 Darryl Talley OLB - 60 Al Wenglikowski Defensive Back - 21 Gerald Bess CB - 29 Derrick Burroughs CB - 36 Steve Clark SS - 21 Wayne Davis CB - 45 Dwight Drane SS - 48 Lawrence Johnson CB - 38 Mark Kelso FS - 25 Roland Mitchell CB - 37 Nate Odomes CB - 23 Kerry Parker FS - 27 Ron Pitts CB Special Team - 4 John Kidd P - 11 Scott Norwood K Lista delle riserve - 8 Stan Gelbaugh QB (IR) Squadra di allenamento - —- Willie Beecher K |
| Legenda - I rookie sono in corsivo. - Il primo ruolo è il principale mentre gli eventuali successivi indicano i ruoli secondari. - (IR) sta per Injured Reserve ed indica la lista ristretta per un solo giocatore infortunato che può tornare ad allenarsi dopo la settimana 6 e a rientrare in prima squadra dopo che questa ha giocato 8 partite. - (NF-Inj.) / (NF-Ill.) stanno rispettivamente per Non-Football Injured e Non-Football Illness ed indicano le liste dove viene inserito un giocatore che ha un infortunio o una malattia non dipendente dal football americano. - (PUP) sta per Physically Unable to Perform ed indica la lista dove viene inserito un giocatore mentre è in attesa di recuperare la condizione fisica. Nella stagione regolare dopo la sesta partita giocata dalla propria squadra, il giocatore ha tempo tre settimane per riprendere ad allenarsi, più tre settimane aggiuntive dal suo rientro agli allenamenti per rientrare in prima squadra. |

Fonte:

## Calendario
| Stagione regolare |                   |                         |            |          |
| Turno             | Data              | Avversario              | Risultato  | Pubblico |
| 1                 | 13 settembre 1987 | New York Jets           | S 31–28    | 76,718   |
| 2                 | 20 settembre 1987 | Houston Oilers          | V 34–30    | 56,534   |
| –                 | 27 settembre 1987 | at Dallas Cowboys       | cancellata |          |
| 3                 | 4 ottobre 1987    | Indianapolis Colts      | S 47–6     | 9,860    |
| 4                 | 11 ottobre 1987   | at New England Patriots | S 14–7     | 11,878   |
| 5                 | 18 ottobre 1987   | New York Giants         | V 6–3      | 15,737   |
| 6                 | 25 ottobre 1987   | at Miami Dolphins       | V 34–31    | 61,295   |
| 7                 | 1º novembre 1987  | Washington Redskins     | S 27–7     | 71,640   |
| 8                 | 8 novembre 1987   | Denver Broncos          | V 21–14    | 63,698   |
| 9                 | 15 novembre 1987  | at Cleveland Browns     | S 27–21    | 78,409   |
| 10                | 22 novembre 1987  | at New York Jets        | V 17–14    | 58,407   |
| 11                | 29 novembre 1987  | Miami Dolphins          | V 27–0     | 68,055   |
| 12                | 6 dicembre 1987   | at Los Angeles Raiders  | S 34–21    | 43,143   |
| 13                | 13 dicembre 1987  | at Indianapolis Colts   | V 27–3     | 60,253   |
| 14                | 20 dicembre 1987  | New England Patriots    | S 13–7     | 74,945   |
| 15                | 27 dicembre 1987  | at Philadelphia Eagles  | S 17–7     | 57,547   |

## Classifiche
| AFC East              |   |   |   |      |     |      |     |     |     |
|                       | V | S | P | %    | DIV | CONF | PF  | PS  | STR |
| Indianapolis Colts(3) | 9 | 6 | 0 | .600 | 5–3 | 8–6  | 300 | 238 | V2  |
| New England Patriots  | 8 | 7 | 0 | .533 | 6–2 | 8–4  | 320 | 293 | V3  |
| Miami Dolphins        | 8 | 7 | 0 | .533 | 2–6 | 5–7  | 362 | 335 | S1  |
| Buffalo Bills         | 7 | 8 | 0 | .467 | 4–4 | 6–6  | 270 | 305 | S2  |
| New York Jets         | 6 | 9 | 0 | .400 | 3–5 | 6–5  | 334 | 360 | S4  |

## Premi
- Shane Conlan:

rookie difensivo dell'anno